# Drybrough Cup 1971
Der Drybrough Cup  wurde 1971 zum 1. Mal ausgespielt. Der schottische Fußball-Pokalwettbewerb, der vom Schottischen Fußballverband geleitet wurde, begann am 31. Juli 1971 und endete mit dem Finale am 7. August 1971 im Pittodrie Park von Aberdeen. Am Wettbewerb nahmen die jeweils vier bestplatzierten Teams aus der ersten und zweiten schottischen Liga der Saison 1970/71 teil. Der Wettbewerb fand im K.-o.-Modus statt und bestand aus der 1. Runde, dem Halbfinale und dem Finale. Im Endspiel standen sich der FC Aberdeen und Celtic Glasgow gegenüber. Die Dons gewannen das Endspiel mit 2:1.

## 1. Runde
Ausgetragen wurden die Begegnungen am 31. Juli 1971.
|                  | Ergebnis |                 |
| ---------------- | -------- | --------------- |
| Airdrieonians FC | 2:1      | FC Arbroath     |
| Celtic Glasgow   | 5:2      | FC Dumbarton    |
| FC East Fife     | 0:3      | FC Aberdeen     |
| FC St. Johnstone | 2:1      | Partick Thistle |

## Halbfinale
Ausgetragen wurden die Begegnungen am 4. August 1971. 
|                  | Ergebnis |                  |
| ---------------- | -------- | ---------------- |
| Airdrieonians FC | 1:4      | FC Aberdeen      |
| Celtic Glasgow   | 4:1      | FC St. Johnstone |

## Finale
| FC Aberdeen                                 | FC Aberdeen | Celtic Glasgow | Celtic Glasgow |
| ------------------------------------------- | --- | --- | -------------- |
| FC Aberdeen                                 | \| Finale \| \| 7. August 1971 in Aberdeen (Pittodrie Park) \| \| Ergebnis: 2:1 (1:0) \| \| Zuschauer: 28.000 \| \| Schiedsrichter: I. Foote \| \| Spielbericht \|                  | \| Finale \| \| 7. August 1971 in Aberdeen (Pittodrie Park) \| \| Ergebnis: 2:1 (1:0) \| \| Zuschauer: 28.000 \| \| Schiedsrichter: I. Foote \| \| Spielbericht \|                                       | Celtic Glasgow |
| FC Aberdeen                                 | Bobby Clark – Henning Boel, Jim Hermiston, Steve Murray, Young, Martin Buchan – George Buchan, Arthur Graham – Davie Robb, Joe Harper, Alex Willoughby Cheftrainer: Jimmy Bonthrone | Evan Williams – Jim Craig, Billy McNeill, David Hay, Tommy Callaghan, George Connelly – John Hughes, Vic Davidson (58. Jimmy Johnstone), Lou Macari – Harry Hood, Kenny Dalglish Cheftrainer: Jock Stein | Celtic Glasgow |
| FC Aberdeen                                 | 1:0 Davie Robb (20.) 2:1 Joe Harper (63.) | 1:1 John Hughes (57.) | Celtic Glasgow |
| Finale                                      | | |                |
| 7. August 1971 in Aberdeen (Pittodrie Park) | | |                |
| Ergebnis: 2:1 (1:0)                         | | |                |
| Zuschauer: 28.000                           | | |                |
| Schiedsrichter: I. Foote                    | | |                |
| Spielbericht                                | | |                |